# Trädgårdsskugglilja
Trädgårdsskuggliljor, namnet representerar hybrider mellan hårig skugglilja (T. hirta) och taiwanskugglilja (T. formosana). De odlas som trädgårdsväxter i Sverige.

### Webbkällor
- Svensk Kulturväxtdatabas